# Хлуд Борис Олексійович
Борис Олексійович Хлуд (рос. Борис Алексеевич Хлуд; 24 червня 1917, Брянськ — 21 вересня 1990) — радянський військовий льотчик, Герой Радянського Союзу.

## Біографія
Народився 24 червня 1917 року в місті Бежиці (нині в межах Брянська) в родині інженера-конструктора. Росіянин. Закінчив семирічну школу, два курси Київського механічного технікуму. Працював токарем на заводі «Арсенал», інструктором Центрального аероклубу в Києві.
У квітні 1937 року призваний до лав Червоної Армії. У 1938 році закінчив Одеське авіаційне училище і був зарахований кадровим льотчиком винищувальної авіації. У боях німецько-радянської війни з червня 1941 року. Воював на Південно-Західному, Південному, Західному, Брянському, 1-му Українському, 1-му Прибалтійському, 1-му Білоруському, 2-му Білоруському і 3-му Білоруському фронтах. Член ВКП(б) з 1942 року.
До серпня 1943 року командир ескадрильї 146-го винищувального авіаційного полку (7-я гвардійська винищувальна авіаційна дивізія, 2-й винищувальний авіаційний корпус, 1-ша повітряна армія, Західний фронт) капітан Б. О. Хлуд здійснив 327 бойових вильотів, у 52 повітряних боях особисто збив 11 і в складі групи один літак противника.
Указом Президії Верховної Ради СРСР від 2 вересня 1943 року за мужність і героїзм, проявлені в повітряних боях, гвардії капітану Борису Олексійовичу Хлуду присвоєно звання Героя Радянського Союзу з врученням ордена Леніна і медалі «Золота Зірка» (№ 1111).
У 1944 році був призначений заступником командира 115-го гвардійського винищувального полку, а через деякий час — штурманом 89-го гвардійського винищувального полку. За час війни здійснив понад 400 бойових вильотів, провів 67 повітряних боїв, в яких особисто збив 18 ворожих літаків.

Могила Бориса Хлуда

З 1946 року майор Б. О. Хлуд в запасі. Жив у Києві. Працював начальником автошколи Київського ДТСААФ, начальником групи в НДІ. Помер 21 вересня 1990 року. Похований в Києві на Міському кладовищі «Берківцях».

## Нагороди
Нагороджений орденом Леніна, двома орденами Червоного Прапора, орденом Олександра Невського, орденом Вітчизняної війни 1-го ступеня, медалями.